# Chernyshev Shyghanaq
Chernyshev Shyghanaq är en vik i Kazakstan.   Den ligger i oblystet Qyzylorda, i den västra delen av landet, 1 100 km sydväst om huvudstaden Astana.